# Hugo von Abercron
Hugo von Abercron (Bosatz, 1869. október 24. – 1945. április 16.) német léghajós, non-fiction író és tiszt, a két világháború között a német léghajózás úttörőjének számított.

## Élete
Egy Ratibor melletti faluban született Christian Abercron porosz katonatiszt gyermekeként. 1888-ban csatlakozott ő is a katonasághoz. Az első világháborúban is katonai parancsnok volt, majd utána a német repülés újjáépítésén fáradozott. Később a nemzetiszocializmus híve lett.